# Хобіца (Горж)
Хобіца (рум. Hobița) — село у повіті Горж в Румунії. Входить до складу комуни Пештішань.
Село розташоване на відстані 249 км на захід від Бухареста, 17 км на захід від Тиргу-Жіу, 100 км на північний захід від Крайови.

## Населення
За даними перепису населення 2002 року у селі проживали 325 осіб, усі — румуни. Усі жителі села рідною мовою назвали румунську.

## Видатні особистості
- Константин Бринкуш (1876 — 1957) — французький і румунський скульптор, один із засновників абстрактної скульптури.